# Славское городское поселение
Сла́вское городско́е поселе́ние — упразднённое муниципальное образование в составе Славского района Калининградской области. Административный центр поселения — город Славск.

## География
Площадь поселения 21201 га, из них сельскохозяйственные угодья занимают 10078 га.

## История
Славское городское поселение образовано 30 июня 2008 года в соответствии с Законом Калининградской области № 261. В его состав вошёл город Славск и территория Гастелловского сельского округа.
Законом Калининградской области от 11 июня 2015 года № 423, 1 января 2016 года все муниципальные образования Славского муниципального района — Славское городское поселение, Большаковское, Тимирязевское и Ясновское сельские поселения — были преобразованы, путём их объединения, в Славский городской округ.

## Состав городского поселения
В состав городского поселения входят 7 населённых пунктов
- Гастеллово (посёлок) — 899[5]
- Майское (посёлок) — 205[5]
- Пригородное (посёлок) — 116[5]
- Приозерье (посёлок) — 356[5]
- Славск (город, административный центр) — 4013[6]
- Сосновое (посёлок) — 29[5]
- Сосняки (посёлок) — 47[5]

## Население
| 2010 | 2012  | 2013  | 2014  | 2015  |
| ---- | ----- | ----- | ----- | ----- |
| 6266 | ↘6228 | ↘6159 | ↘6047 | ↘5947 |

На начало 2011 года в поселении проживало 7 544 человека, в том числе городского населения — 5835 человек, сельского населения — 1609 человек.

## Экономика
Основным предприятием на территории городского поселения является СПК «Коляда», занимающееся производством мясных и колбасных изделий.

## Достопримечательности
- Кирха (1869) в Славске.
- Монастырь в честь Святой Преподобной мученицы великой княгини Елисаветы в Приозерье.
- Мемориальный комплекс на братской могиле советских воинов, погибших при взятии города Хайнрихсвальде (ныне Славск) в январе 1945 года (1954) в Славске.
- Братская могила советских воинов, погибших в январе 1945 года (1957) в Гастеллово.
- Памятник разведгруппе «Мороз» (1991) около Гастеллово.